# Woldemar Baeckman

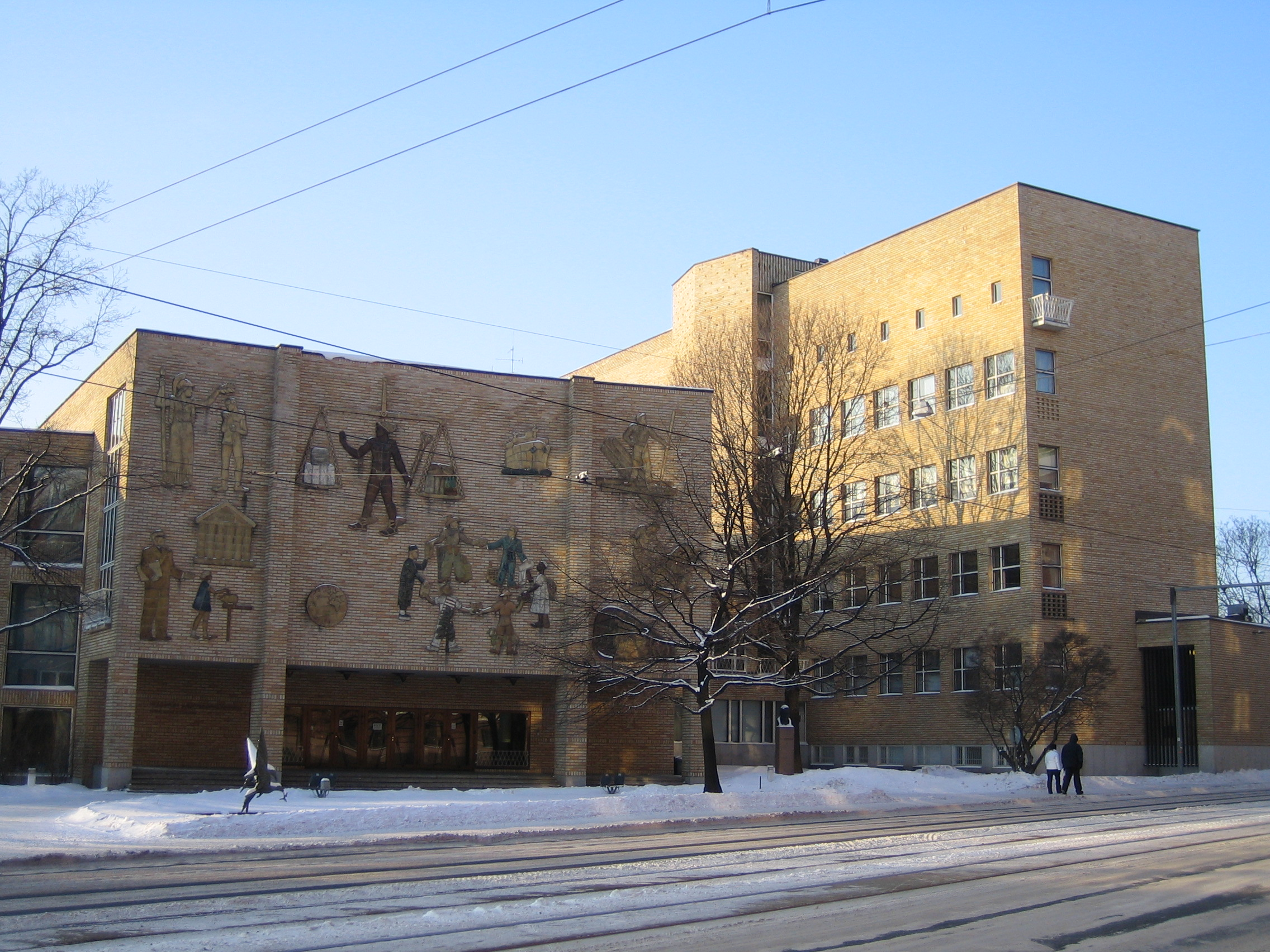
Helsingfors handelshögskola, ritad av Baeckman och Harmia.

Woldemar Baeckman, född 1 mars 1911 i Sankt Petersburg, död 11 april 1994 i Helsingfors, var en finländsk arkitekt.
Woldemar Baeckman ritade industribyggnader, kontors- och bostadshus samt ett flertal privatbostäder och villor. Därutöver utförde ritningar till ett antal byggnader uppförda av olika undervisningsanstalter. Bland hans verk märks Helsingfors handelshögskola (tillsammans med Hugo Harmia), Sibeliusmuseum i Åbo och flera byggnader för Åbo Akademi, bland annat tillbyggnaden av Åbo Akademis bibliotek.
Han tilldelades professors namn 1973.